# Merck & Co.
Merck & Co., Inc. (conosciuta anche come Merck Sharp & Dohme o MSD al di fuori di Stati Uniti e Canada) è una delle più grandi società farmaceutiche del mondo. Il suo quartier generale è situato a Readington, New Jersey. In Italia, invece, la società ha sede a Roma.

## Storia
È stata fondata nel 1891 come la filiale statunitense della società tedesca ora nota come Merck KGaA da Theodore Weicker e George Merck. Come per molte altre attività tedesche negli Stati Uniti, Merck & Co. fu confiscata nel 1917 durante la prima guerra mondiale e si costituì come società indipendente.
Merck & Co. o MSD si definisce "una società globale guidata dalla ricerca farmaceutica". Merck scopre, sviluppa, produce e commercializza una vasta gamma di prodotti innovativi per migliorare la salute umana e animale (MSD Animal Health), direttamente e attraverso le joint ventures. La Fondazione Merck ha distribuito oltre 160 milioni di dollari ad organizzazioni educative e non-profit da quando è stata fondata nel 1957.
Nel 2011 l'azienda è stata condannata a pagare una multa di 950 milioni di $ per aver nascosto importanti dati sulla sicurezza di un suo farmaco antifiammatorio attuando pratiche di disease mongering.

## Pubblicazioni
Merck pubblica il Merck Manual of Diagnosis and Therapy (Manuale Merck di diagnosi e terapia), e fino al 2012 ha pubblicato il Merck Index, una raccolta di informazioni sui composti chimici.